# Zeeuwse bolus

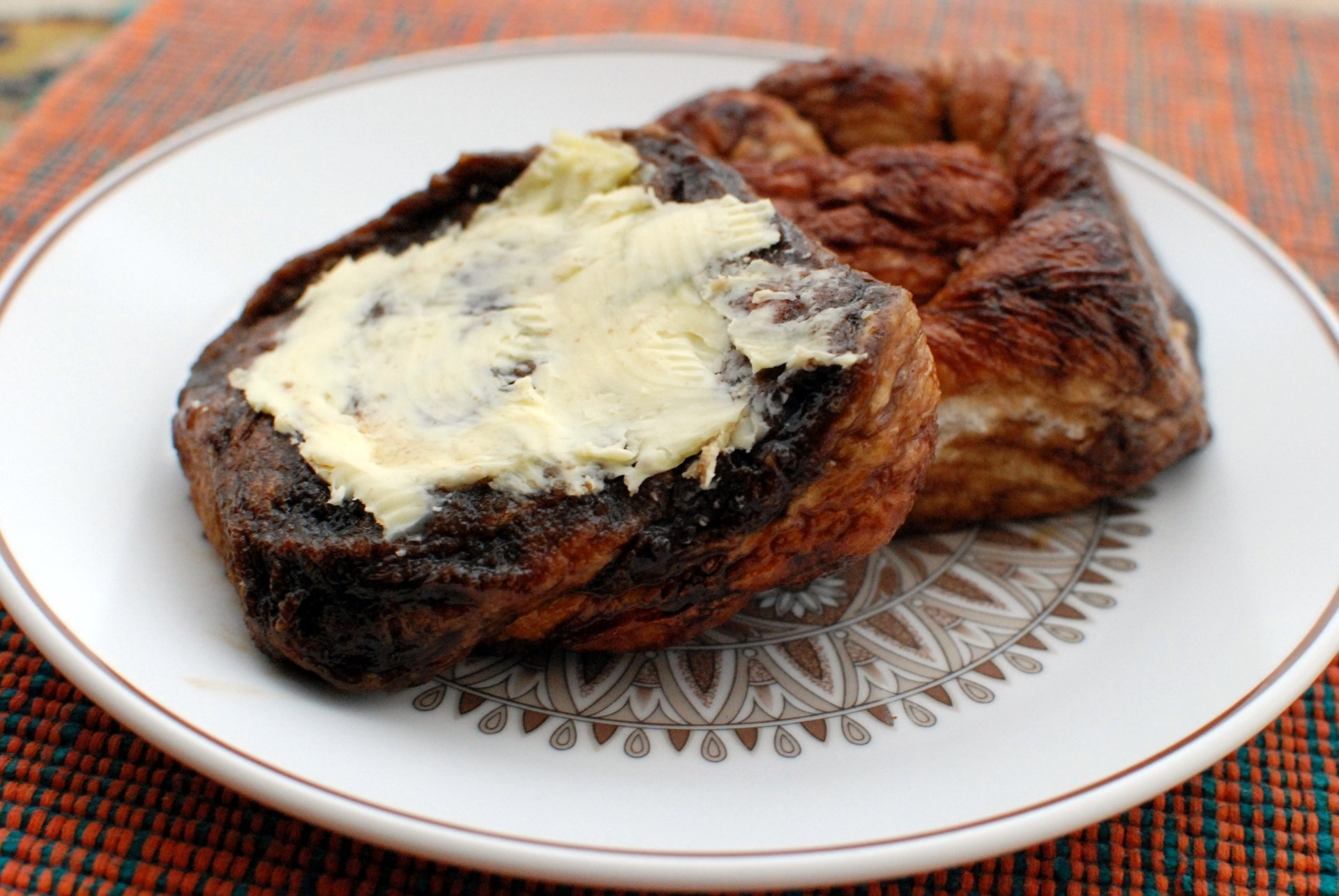
Twee Zeeuwse bolussen: één met en één zonder boter

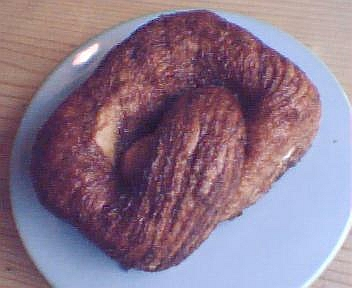
Een Zeeuwse bolus in een afwijkende vorm

Een Zeeuwse bolus is een zoet gesuikerd broodje dat oorspronkelijk afkomstig is uit de provincie Zeeland, met wortels in Spanje en Portugal. Bolussen worden gebakken van luxe wit brooddeeg dat tot een streng door donkere of lichtere bruine basterdsuiker wordt uitgerold en daarna wordt opgerold in een soort spiraalvorm. De kleur van het suikermengsel bepaalt grotendeels de uiteindelijke kleur van de bolus. Veel bakkers vormen de bolus naar eigen inzicht; de meesten hebben een eigen recept en bereidingswijze. Met name het suikermengsel om de bolusstrengen in uit te rollen verschilt per streek en bakker. Vaak wordt daar ook kaneel aan toegevoegd, maar niet iedere bakker doet dit. Het draaien van de spiraal gebeurt met een uiteinde van de deegstreng tussen duim en wijsvinger. Bolussen worden vaak bij de koffie genuttigd, waarbij de (vlakkere) onderzijde meestal met wat boter besmeerd wordt.

## Naam
De naam bolus is ontleend aan het Jiddisch, de taal van Europese Joden die op haar beurt veel woorden uit andere talen heeft opgenomen. Het etymologisch woordenboek van Van Dale vermeldt dat bolus of boles het meervoud is van bole, dat weer is afgeleid van het Spaanse bollo dat 'fijn broodje' betekent. Het kan ook afgeleid zijn van bola, dat in de taal van de Sefardisch-Joodse emigranten, het Ladino, 'bal' of 'bol' betekent en dat teruggaat op het Latijnse bolus (worp of winst). Het Jiddische bole betekent "fijn gebak". Waarschijnlijk is de naam via Portugese Joden in Amsterdam beland. Vroege vindplaatsen in het Nederlands van de naam bolus voor gebak stammen uit 1802 en 1841.

## Wereldwijd
De bolus wordt gezien als van origine Joods en is door Joden over grote delen van de wereld verspreid. Het zijn vaak Joodse bakkers die ze maken. In New York worden in tal van delicatessenwinkels bolussen verkocht, even stroperig en mals als die van Zeeuwse bakkers, maar zoeter en tot wel twee keer zo groot. In Jeruzalem worden op veel plaatsen bolussen aangeboden. In Moskou drijven twee Joodse families drie bakkerijen die kleinere bolussen verkopen. Ook in Parijs en in Zuid-Frankrijk zijn Joodse bakkers te vinden met bolussen in het assortiment.

### Zeeland
In Zeeland werd de bolus voor het eerst gebakken in de eerste helft van de 17e eeuw door Sefardische bakkers. Vooral kapitaalkrachtige Sefardische joden ontvluchtten Spanje en Portugal aan het einde van de 16e eeuw omdat ze door het nieuwe katholieke gezag werden vervolgd. Zij trokken naar het noordwesten van Europa, zoals Antwerpen, Amsterdam en Middelburg. Een Joodse begraafplaats in Middelburg herinnert nog aan de Portugees-joodse gemeenschap die daar toen leefde. Het waren deze bakkers die het fundament legden voor de Zeeuwse bolus. Enerzijds brachten ze hun eetcultuur en spijsvoorschriften mee, anderzijds moesten ze zich ook aanpassen aan de heersende eetgewoonten. Sommige veranderingen werden veroorzaakt door een beperkte beschikbaarheid of hoge prijs van ingrediënten. Het feestgebak dat in de landen van hun oorsprong in allerlei varianten werd gemaakt bestond uit gistdeeg met daarin rozijnen of sukade, dat werd gefrituurd of gebakken. Dit wordt wel gezien als de basis van de huidige (Zeeuwse) bolus. Het is niet terug te vinden wanneer de verspreiding vanuit Middelburg over heel Zeeland heeft plaatsgevonden.
In verschillende streken van Zeeland worden ook nog andere benamingen voor de bolus gebruikt, zoals 'draaikoek', 'drolle(n)' (in Zeeuws-Vlaanderen), 'jikkemiene' (in de Bevelanden) en 'draoier' of 'stropiedraoier' (op Walcheren). In Middelburg, Arnemuiden en Veere wordt ook wel gesproken van 'koekedraoiomme', ook hier is een verband met de bereidingswijze. Bij een dialectverkiezing werd ooit de aanduiding 'klevende liefde' als mooiste gekozen.

## Wedstrijd

### Gevestigde bakkers
In 1988 werd de eerste wedstrijd voor bolusbakkers in Zeeland georganiseerd. De toenmalige directeur van de VVV-Zeeland, Adrie Bontebal daagde meer dan 120 bakkers uit de provincie uit om deel te nemen. De wedstrijd werd georganiseerd door de VVV en de bakkerspatroonorganisatie in de Campveerse Toren in Veere. Aan die wedstrijd deden 82 bakkers mee. De jury werd voorgezeten door Albert Mol. Het jaar daarop was de juryvoorzitter Pierre Kartner (als Vader Abraham), die voordat hij landelijk bekend werd banketbakker was in Breda. Overigens werden in die tijd tijdens de bakkerswedstrijden naast brood, cake en koek ook al wel bolussen beoordeeld. Sinds 1986 kunnen bakkers in Zeeland strijden om de Zeelandtrofee voor de beste bakker.
Sinds 1998 worden elk jaar, sinds 2002 in maart op de dinsdag in "de week van de bolus" (rond week 12) de Zeeuwse Kampioenschappen Bolusbakken gehouden, georganiseerd door de NBOV regio Zeeland. Een van de doelen hiervan is de promotie van Zeeuws cultuurgoed.
Er zijn twee verschillende momenten waarop de keuring plaatsvindt. De wedstrijddag wordt voorafgegaan door een blinde keuring, een zogenaamde mystery shopper bezoekt de deelnemende bedrijven en koopt bij elk daarvan vijf bolussen. Dat gebeurt anoniem, dus zonder medeweten van de deelnemers. Deze bolussen worden door een jury van vier keurmeesters beoordeeld, onder meer op gaarheid, kleur, volume en structuur. Ook het uiterlijk en de 'mechanische kwaliteit' (blijft de vorm behouden bij het eten) en natuurlijk de smaak tellen mee. Bolussen die aan deze wedstrijd meedoen moeten altijd minstens 60 gram en ten hoogste 80 gram wegen. Op de wedstrijddag zelf (twee à vier weken later) levert elke deelnemende bakker acht bolussen in, die eveneens door een jury van vier keurmeesters gekeurd worden. De helft van de score is gebaseerd op de blinde keuring, de andere helft op de bolussen die op de wedstrijddag worden ingebracht. De bolus met de hoogste gemiddelde score is de uiteindelijke winnaar. Uit de uitslagen wordt de top vijf bekendgemaakt. De winnaar krijgt de Bolustrofee en mag zich een jaar lang 'Beste Zeeuwse Bolusbakker' noemen. Het aantal deelnemende bakkers loopt terug omdat het aantal ambachtelijke bakkers minder wordt, maar ook omdat de bedrijfsvoering de personele belasting van een wedstrijddag soms moeilijk kan toelaten.
In 2016 werd de wedstrijd uitgebreid met een extra consumentenkeuring: ook het publiek mocht zijn oordeel geven over de drie winnaars van de eerste twee ronden. De score werd bepaald uit 0,7 maal de professionele waardering en 0,3 maal die van het publiek. Hiervoor werd op 28 mei een zogenoemde Bolusdag georganiseerd, waarop de nummers 1, 2 en 3 uiteindelijk door de consumenten werden bepaald.
In 2017 is de opzet van de wedstrijd opnieuw gewijzigd. Op 14 maart werden de wedstrijden om de Zeelandtrofee en om de Bolustrofee samengevoegd. Naast bolussen werden ook Zeeuwse bollen en brood gekeurd. De wedstrijd vond plaats in het Scalda College (ROC Zeeland) in Middelburg, waar ook de bakkersopleiding zetelt.
In 2018 werd de wedstrijd gehouden in Rilland en de Bolustrofee uitgereikt door tv-presentatrice Anita Witzier. In 2019 heeft de NBOV om organisatorische redenen besloten de boluswedstrijd niet te houden, met het voornemen in het voorjaar van 2020 de draad weer op te pakken.

#### Winnaars
| Jaar | Dag         | Veld | 1e plaats               | 2e plaats                                  | 3e plaats                 | 4e plaats                                                       | 5e plaats                  |
| ---- | ----------- | ---- | ----------------------- | ------------------------------------------ | ------------------------- | --------------------------------------------------------------- | -------------------------- |
| 2018 | 3 april     | 22   | Van Meijel (Clinge)     | Everaers (Renesse)                         | Risseeuw (Zaamslag)       | Bouman (Oosterland)                                             | Schrieks (Vlissingen)      |
| 2017 | 14 maart    | 24   | Van Meijel (Clinge)     | Dees (Zaamslag)                            | Filius (Yerseke)          |                                                                 |                            |
| 2016 | 28 mei      |      | Van Meijel (Clinge)     | De SmaakKraker (Rilland)                   | Dees (Zaamslag)           | Marco's Bakhuys (Borsele)                                       | Pladdet (Oostburg)         |
| 2015 | 30 mei      | 25   | Van Meijel (Clinge)     | Hirdes (Krabbendijke)                      | Pladdet (Oostburg)        | Dees (Zaamslag)                                                 | Marco's Bakhuys (Borssele) |
| 2014 | 1 april     | 19   | Van Meijel (Clinge)     | Hirdes (Krabbendijke)                      | Bliek (Middelburg)        | Dees (Zaamslag)                                                 | Den Soeten Inval (Goes)    |
| 2013 | 19 maart    | 26   | Dees (Zaamslag)         | Bouman (Oosterland)                        | Van Meijel (Clinge)       | Pladdet (Oostburg)                                              | Risseeuw (Zaamslag)        |
| 2012 | 27 maart    | 27   | Bliek (Middelburg)      | De Gangmaker (Kruiningen)                  | Hirdes (Krabbedijke)      | Bouman (Oosterland)                                             | Pladdet (Oostburg)         |
| 2011 | 5 april     | 26   | Daane (Vlissingen )     | Bliek (Middelburg)                         | Boer (Kloetinge)          | Dees (Zaamslag)                                                 | Pladdet (Oostburg)         |
| 2010 | 23 maart    | 29   | Boer (Kloetinge)        | Van de Velde (Terneuzen)                   | Daane (Vlissingen)        | Schrieks (Middelburg)                                           | Dees (Zaamslag)            |
| 2009 | 24 maart    | 15   | Dees (Zaamslag)         | Bliek (Middelburg)                         | Van der Velde (Terneuzen) | Pladdet (Oostburg)                                              | Bouman (Oosterland)        |
| 2008 | 10 maart    | 34   | Den Soeten Inval (Goes) | Pladdet (Oostburg)                         | De Gangmaker (Kruiningen) | Bliek (Middelburg) en De Bruine (Sluiskil) (gedeelde 4e plaats) | -                          |
| 2007 | 27 maart    | 31   | Droppers (Zierikzee)    | Den Soeten Inval (Goes)                    | Rijk (Heinkerszand)       | Van Meijel (Clinge)                                             | Daane (Vlissingen)         |
| 2006 | 21 maart    | 35   | Remijn (Ovezande)       | Dees (Zaamslag)                            | Bouman (Oosterland)       | Quist (IJzendijke)                                              | Den Soeten Inval (Goes)    |
| 2005 | 15 maart    |      | Bliek (Middelburg)      | Van Meijel (Clinge)                        | Quist (IJzendijke)        | Schrieks (Middelburg)                                           | Maljaars (Middelburg)      |
| 2004 | 16 maart    |      | Dees (Zaamslag)         | Bliek (Middelburg)                         | Corbijn (Vrouwenpolder)   | Boer (Kloetinge)                                                | Izeboud (Koudekerke)       |
| 2003 | 18 maart    | 40   | Maljaars (Middelburg)   | Izeboud (Koudekerke)                       | Van Meijel (Clinge)       | Dees (Zaamslag)                                                 | Bunt (Goes)                |
| 2002 | 12 maart    | 34   | Izeboud (Koudekerke)    | Dees (Zaamslag)                            | Bouman (Oosterland)       |                                                                 |                            |
| 2001 | 27 maart    |      | Sighem (Westkapelle)    | Remijn (Ovezande) en Maljaars (Middelburg) |                           |                                                                 |                            |
| 2000 | 10 april    |      | Bliek (Veere)           | Daane (Vlissingen)                         | Remijn (Kwadendamme)      |                                                                 |                            |
| 1999 | 26 oktober  |      | De Block (Hulst)        | Daane (Vlissingen)                         | Remijn (Ovezande)         |                                                                 |                            |
| 1998 | 10 december |      | Remijn (Ovezande)       |                                            |                           |                                                                 |                            |
| 1997 | 26 november | 29   | Boer (Kloetinge)        |                                            |                           |                                                                 |                            |
| 1995 | 17 november | 40   | Daane (Vlissingen)      |                                            |                           |                                                                 |                            |
| 1994 |             |      | Dees (Zaamslag)         |                                            |                           |                                                                 |                            |
| 1993 | 16 november | 40   | De Block (Hulst)        |                                            |                           |                                                                 |                            |
| 1989 | 25 januari  | 63   | Dees (Zaamslag)         |                                            |                           |                                                                 |                            |
| 1988 | 19 januari  | 82   | Honders (Yerseke)       |                                            |                           |                                                                 |                            |

### Leerlingbakkers
Aan de wedstrijd doen sinds 2012 tevens leerlingen van het Scalda College uit Middelburg (ROC Zeeland) mee. De bolussen, die door tientallen juniorbakkers op school worden gemaakt, worden eerst door hun docenten gekeurd en de tien beste worden vervolgens op de wedstrijd ingebracht. De uitslagen bij deze wedstrijd waren:
| Jaar | Veld | 1e plaats                            | 2e plaats         | 3e plaats        | 4e plaats        | 5e plaats                    |
| ---- | ---- | ------------------------------------ | ----------------- | ---------------- | ---------------- | ---------------------------- |
| 2018 |      | Robin de Munck                       | Jurrian Anthonise | Reinier Smalheer | Kim Kesteloo     | Wouter Duvekot               |
| 2017 |      | Dustin van Kleunen                   |                   |                  |                  |                              |
| 2016 |      | Richard van Beek (Boer, Goes)        | Daniel de Kok     | Lynda Timmer     | Wouter Duvekot   | Dion Priester / Pim v/d Ende |
| 2015 |      | Bas Goossen (Van Meijel, Clinge)     | Jan de Muynck     | Kyle Lagerweij   | Gerben de Looff  | Tim Tramper                  |
| 2014 |      | Thin Verbakel (Bouman, Oosterland)   | Bas Goossen       | Justin           | Gerben de Looff  | Yannick Ostermeier           |
| 2013 | 50   | Serena Hollestelle (Filius, Yerseke) | Bas Goossen       | Tim de Klerk     | Kirsten Heijboer | Kevin Schrier                |
| 2012 |      | Kevin Schrier (Hirdes, Krabbendijke) | Tim de Klerk      | Gerben Spruyt    |                  |                              |

In 2015 won Van Meijel uit Clinge zowel de professionele als de leerlingprijs.

## Trivia
- Zeeuwse bolussen worden ook wel jikkemi(e)nen genoemd. Jikkemine is een variant van de meisjesnaam Jacomina. Het verband met het gebak is volgens het Zeeuws etymologisch woordenboek onduidelijk, maar het verhaal gaat dat een boer uit Zuid-Beveland eind 19e eeuw voor zijn vrouw op de dinsdagse markt krakelingen (een andere aanduiding voor bolussen) moest kopen. Toen hij dat een keer vergeten was, kreeg hij er van haar van langs. Haar naam was Jikkemien en daar zou de naam voor de bolus zijn ontstaan.[17]
- Een ander verhaal gaat over een bakker in Zeeland die meer dan 150 jaar geleden al spelenderwijs de bolus ontwikkelde. Hij had twee dochters, Jikke (Jacoba) en Mina en noemde de nieuwe creatie Jikkemina. Hij hield daarbij twee bolussen met de onderkant tegen elkaar en legde de bolussen zijn leven lang twee aan twee in de bakkerijwinkel.
- Vanwege de gelijkenis in vorm wordt een drol soms ook wel bolus genoemd. Andersom worden bolussen in Zeeuws-Vlaanderen vaak "drol'n" genoemd.[1]
- Op 31 oktober 1992 bakte bakker Spellier uit Sluis een 'Megabolus' met een diameter van 964 mm waarvan de opbrengst ten goede kwam van de actie "Sluis helpt Roemenië".
- Harry Bolus (1834-1911) was een Engelsman uit Nottingham. Hij was beroemd als botanicus, als schilder van planten en bloemen, als beurshandelaar en als filantroop. Veel planten en bloemen zijn naar hem vernoemd door de toevoeging bolusia-. Hij stichtte de Bolus Bros. Comp en met het fortuin dat hij daarmee maakte kon hij een omvangrijke botanische collectie en bibliotheek opbouwen. Zijn bezittingen heeft hij geschonken aan de Universiteit van Kaapstad.[18]

## Andere betekenissen
- Bolus of boles is ook een aanduiding van een ander soort Joods gebak. Het gaat dan om de gemberbolus, gemaakt van deeg gevuld met gember, en de orgeadebolus, gevuld met orgeade of amandelspijs. Deze Joodse boles hebben een ander uiterlijk: ze worden in een vormpje gebakken omdat de siroop die eroverheen gegoten wordt ze erg kleverig maakt. Ze worden warm gegeten; door de vorm even boven een gasvlam te verwarmen, valt de bolus eruit. De kleur is goudgeel. Ze worden wel als varianten van de oorspronkelijke bolus gezien. Beide zijn in Amsterdam ontstaan.[1][19][20]
- Bolus is ook een vettig aanvoelende kleisoort. Er bestaat witte, grijze, gele, bruine en rode bolus. De witte is ongeveer identiek met kaolien, de andere variëteiten danken hun kleuren aan ijzerverbindingen. Bolusklei kan hoogglanzend gepolijst worden dankzij de plastische eigenschappen. In de 16e - 18e eeuw werd bolus in gekleurde plamuur gebruikt. Ook bij de vervaardiging van terra sigillata wordt het gebruikt. Bruine bolus dient als verfstof, en vormt na branden terra di Siena. In het Grieks betekent boolos aardkluit. De eerste vermelding van deze bolus in het Nederlands stamt uit 1595.[4]